# Diocèse de Londres
Le diocèse de Londres (en anglais : diocese of London) est un diocèse de l'Église d'Angleterre de la Province de Cantorbéry, qui s'étend essentiellement sur le Middlesex traditionnel. Son siège est la cathédrale Saint-Paul de Londres.

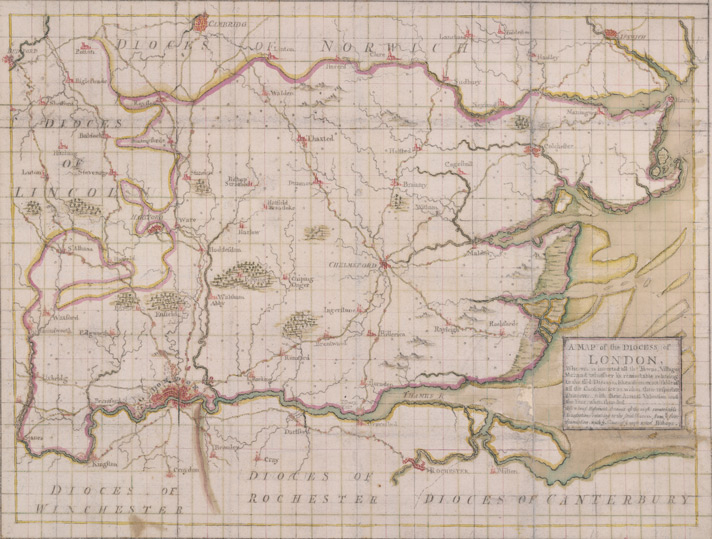
Carte du diocèse de Londres en 1714.

Son évêque est Sarah Mullally. Six évêques suffragants en relèvent, dont quatre nommé(e)s visiteur d'une région particulier dans le diocèse, un responsable de l'implantation de nouvelles églises et un visiteur épiscopal provincial responsable du soin des paroisses qui s'oppose à l'ordination des femmes au sacerdoce. Ce sont  
- l'évêque d'Edmonton, area bishop
- l'évêque d'Islington, responsable d'implantation d'églises
- l'évêque de Kensington, area bishop
- l'évêque de Stepney, area bishop
- l'évêque de Willesden,
- l'évêque de Fulham, visiteur épiscopal provincial.

Le diocèse couvre 460 km2 dans la région Londonienne, au nord de la Tamise, et compte plus de 400 paroisses. Il est responsable de plus de 160 écoles  primaires et secondaires.